# Wassily Leontief
Wassily Vasiljevitj Leontief, född 5 augusti 1905 i München, död 5 februari 1999 i New York i New York, var en rysk-amerikansk nationalekonom som belönades med Sveriges Riksbanks pris i ekonomisk vetenskap till Alfred Nobels minne 1973 för sin input-output-analys.
Leontief skrev även publikationer inom internationell handel, bland annat framlade han Leontief-paradoxen. 

## Biografi
Leontief föddes 1905 i München; tidigare uppgifter angav 1906 i Sankt Petersburg. Han tillbringade sin barndom i Sankt Petersburg, där hans far var professor i nationalekonomi, och började vid Leningrads universitet 1921 där han studerade filosofi, sociologi och nationalekonomi och tog examen 1925. Han fortsatte därefter vid Berlins universitet där han studerade under Werner Sombart och Ladislaus Bortiewicz och tog en doktorsexamen med avhandlingen Wirtschaft als Kreislauf ("Ekonomin som kretslopp").
Han var verksam vid institutet för världsekonomi vid Kiels universitet från 1927 till 1930 och arbetade där med att ta fram statistiska utbuds- och efterfrågekurvor, med ett uppehåll 1929 för ett uppdrag i Kina som rådgivare till järnvägsministeriet. 1931 flyttade han till USA och började arbeta vid National Bureau of Economic Research (NBER) i New York och började 1932 arbeta vid Harvard University, där han var professor i nationalekonomi 1946-1975. Från 1975 till sin död 1999 var han verksam som professor i nationalekonomi vid New York University.

## Insatser inom nationalekonomi
Efter sin tidiga forskning drog Leontief slutsatsen att så kallad partiell analys inte var tillräcklig för en grundläggande förståelse för ekonomins funktionssätt. 1931 började han därför formulera en allmän jämviktsteori som kunde användas empiriskt. 1932 fick han ett forskningsanslag för att ställa upp de första input-output-tabellerna för USA:s ekonomi för åren 1919 och 1929. Arbetet ledde fram till boken Structure of the American Economy, 1919-1929 som publicerades 1941. 
Kärnan i input-output-modellen var tabeller som visade vad enskilda branscher köpte från och sålde till varandra. Med tillägg av offentliga sektorn, konsumenter, andra länder och andra aktörer skapades sammantaget en översikt av de varor och tjänster som cirkulerade i en nationell ekonomi. Olika former av input-output-modeller har senare använts i många länder för både planering och prognoser.
I samband med sitt arbete med input-outputmodellen började Leontief använda sig av en storskalig mekanisk räknemaskin 1935 och den första stora elektromekaniska datorn Harvard Mark I 1943.
Leontief påpekade också det som kom att kallas för Leontief-paradoxen. Nationalekonomer hade antagit att ett lands export återspeglade den produktionsfaktor som landet hade mest gott om, endera arbete eller kapital. Leontief påpekade att USA var mer rikt på kapital än de flesta andra länder, men att huvuddelen av USA:s export trots detta var arbetsintensiva varor. På samma sätt bestod huvuddelen av USA:s import av kapitalintensiva varor.
För sina insatser inom nationalekonomin belönades Leontief med Sveriges Riksbanks pris i ekonomisk vetenskap till Alfred Nobels minne 1973, med motiveringen "för utarbetandet av input-output metoden samt för dess tillämpning på viktiga ekonomiska problem".

## Insatser inom matematik
Leontief utvecklade linjärprogrammering, en matematisk metod som användes för att lösa komplicerade ekonomiska problem men som också utgör en central metod för optimering inom andra tillämpningar.

## Publikationer i urval
- 1925: ”Balans Narodnogo Chozjajstva SSR”
- 1928: Die Wirtschaft als Kreislauf, Tübingen: Mohr: återpublicerat som The economy as a circular flow, s. 181-212 i Structural Change and Economic Dynamics, Volume 2, nr 1, juni 1991.
- 1941: Structure of the American Economy, 1919-1929
- 1953: Studies in the Structure of the American Economy
- 1966: Input-Output Economics
- 1966: Essays in Economics
- 1977: Essays in Economics, II
- 1977: The Future of the World Economy
- 1983: Military Spending: Facts and Figures, Worldwide Implications and Future Outlook, medförfattare med F. Duchin.
- 1983: The Future of Non-Fuel Minerals in the U. S. And World Economy medförfattare med J. Koo, S. Nasar och I. Sohn
- 1986: The Future Impact of Automation on Workers, medförfattare med F. Duchin